# Wymarłe ptaki holocenu

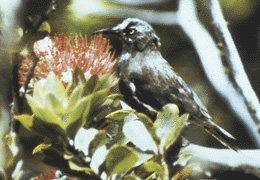
Reliktowiec mały (Moho braccatus), jeden z wymarłych ptaków wyspy Kauaʻi. Ostatni znany osobnik był samcem, po raz ostatni jego śpiew słyszano w 1987

Międzynarodowa Unia Ochrony Przyrody (IUCN) w 2025 wymieniała 164 gatunków wymarłych ptaków holocenu. IUCN klasyfikuje jednak wyłącznie ptaki wymarłe po 1500 roku. Prócz nich znane są także inne, nieuznawane przez IUCN wymarłe gatunki, niekiedy wykazane tylko ze szczątków kopalnych, oraz 63 wymarłe podgatunki. W 2009 znano 523 gatunki ptaków wymarłe podczas całego holocenu, to jest od roku 11 700 b2k.
Choć większość gatunków ptaków (ponad 80%) występuje na kontynentach, to zdecydowana większość wymarłych gatunków (około 88–95,3%) zamieszkiwała wyspy (odsetek ten jest zmienny zależnie od przyjętej systematyki). Często ich wymarcie było wynikiem introdukcji na wyspy gatunków inwazyjnych, takich jak koty, szczury czy kozy, które polują na ptaki lub niszczą środowisko ich życia. W 2025 roku 18 gatunków uznano za krytycznie zagrożone i przypuszczalnie wymarłe (CR[PE]; Critically Endangered [Possibly Extinct]), jeden za krytycznie zagrożony i prawdopodobnie wymarły na wolności (CR[PEW]; Critically Endangered [Possibly Extinct in Wild]). W czasach współczesnych zwalnia tempo wymierania ptaków na wyspach. Coraz szybciej wymierają one jednak na kontynentach ze względu na coraz szybsze i powszechniejsze niszczenie środowiska ich życia. Możliwe, że kolejna fala wymarć dotknie Ameryki Południowej, w której współcześnie odnaleźć można największe bogactwo gatunków ptaków – na liście South American Classification Committee figuruje ich 3368, co stanowi blisko jedną trzecią wszystkich znanych współcześnie. Wiele z nich występuje wyłącznie na terenie jednego państwa, pasma górskiego czy typu lasu. Niewielki zasięg w połączeniu z wycinką lasów doprowadzić może do ich wyginięcia.

## Tło historyczne
Prawdopodobnie u ptaków udokumentowano przebieg wymierania lepiej, niż u jakiejkolwiek innej grupy zwierząt. Dzięki działalności ludzi zachodzi obecnie wymieranie holoceńskie – tak zwana szósta katastrofa – które szczególnie nasiliło się w wieku XIX i XX. Ptaki skolonizowały niemal wszystkie obszary i środowiska na ziemi, łącznie z najbardziej izolowanymi archipelagami. Część z nich, żyjąca na wyspach, zatraciła zdolność lotu. Ptaki jako zwierzęta stosunkowo duże i rzucające się w oczy są i były szczególnie pożądane jako źródło pokarmu czy potencjalne trofea lub okazy muzealne. Zdaniem autorów Extinct Birds (2010) w ostatnim czasie żadna grupa kręgowców nie ucierpiała tak jak ptaki.
Po raz pierwszy temat wymarłych ptaków podjął Walter Rothschild w wydanej w 1907 książce Extinct Birds. Jak na tamte czasy była to dość ekscentryczna pozycja. Rothschild był zapalonym kolekcjonerem wszystkich rzadkich okazów przyrodniczych. Członkowie jego rodziny byli bankierami, dzięki czemu miał dostateczną ilość środków finansowych, by wysyłać swoich kolekcjonerów w różne części świata; bez jego starań wymarcie wielu ptasich gatunków pozostałoby niezauważone. We wstępie Extinct Birds Rothschild odnotował:

Badania nad formami życia nieistniejącymi już na ziemi, znanych z nielicznych pozostałości, wywoływały duże zainteresowanie niemal od początku historii. Niewielki wycinek tej szerokiej dziedziny, o którym piszę na kolejnych stronach cieszy się szczególną popularnością, jako że w większości traktuje o formach znanych z życia naszym bezpośrednim przodkom, a nawet niektórym z nas. [...] Człowiek tępił, i nadal tępi, gatunki bezpośrednio – zarówno dla jedzenia, jak i dla sportu, ale przyczynia się do ich zanikania na wiele innych sposobów. [...] Przygnębiającym faktem pozostaje to, że człowiek i jego satelity, koty, szczury, psy i świnie, są najgorszym i tak naprawdę jedynym znaczącym narzędziem niszczenia rodzimej awifauny, gdziekolwiek się nie dostaną.

We wstępie do swojego dzieła Rothschild przytoczył wiele przyczyn wymierania ptaków, zarówno naturalnych kataklizmów, jak i zdarzeń mających miejsce wyłącznie z winy człowieka. Wymienił zarówno ptaki wymarłe w czasach mu bliskich lub stojące na skraju wymarcia, jak i te znane wyłącznie ze szczątków kopalnych. Extinct Birds zdobiło 45 tablic barwnych, nie zawsze wiarygodnych.
50 lat później temat podjął ponownie James Cowan Greenway, który w 1958 opublikował Extinct and Vanishing Birds of the World; druga edycja ukazała się w 1967. Autor spędził lata na zbieraniu materiałów do tej książki, która obejmowała gatunki zarówno wymarłe, zagrożone wymarciem, jak i hipotetyczne. W 1987 Errol Fuller wydał kolejną, obficie ilustrowaną książkę poświęconą wymarłym ptakom; poszerzona edycja ukazała się w 2000. Zwróciła uwagę odbiorców na problem wymierania ptaków i jeszcze w pierwszym dziesięcioleciu XXI wieku była cytowana w pracach akademickich jako ważne naukowe źródło. Wszystkie wspomniane prace skupiały się na ptakach wymarłych od około 1600, ze względu na moment pojawienia się pisemnej dokumentacji. W 2010 nakładem A&C Black ukazała się książka Extinct Birds. Zdaniem autorów, wiele krytycznie zagrożonych w momencie pisania książki gatunków może wymrzeć w nadchodzącej dekadzie czy dwóch. W czasach współczesnych zwalnia tempo wymierania ptaków na wyspach. Coraz szybciej wymierają one jednak na kontynentach ze względu na postępujące niszczenie środowiska ich życia. Bazę danych na temat wymarłych ptaków tworzy wyłącznie Międzynarodowa Unia Ochrony Przyrody (IUCN); w przypadku wymarłych ssaków dodatkowo funkcjonuje jeszcze lista CREO (Committee on Recently Extinct Organisms at the American Museum of Natural History).

## Rozmieszczenie geograficzne

### Wyspy
Choć większość gatunków ptaków (ponad 80%) występuje na kontynentach, to zdecydowana większość wymarłych gatunków (około 88%) zamieszkiwała wyspy, głównie Pacyfiku. Inne źródło, wymieniające 128 gatunków ptaków, wymienia także inny odsetek wymarłych na wyspach (95,3%). Szczególnie dotkliwe dla ptaków było rozprzestrzenianie się polinezyjskich żeglarzy na wyspach Oceanu Spokojnego, wskutek którego wymarło od 820 do 1960 gatunków ptaków (według innego źródła liczba ta mogła przekroczyć 2000). Szacunkowo w holocenie na wyspach wszystkich oceanów wymarło 60% z około 3500 endemicznych dla tych wysp gatunków; są to jednak bardzo pobieżne szacunki.
W przypadku Hawajów i Nowej Zelandii dobrze poznane są także ptaki znane wyłącznie ze szczątków kopalnych (w tym subfosylnych). Od czasu przybycia ludzi na Hawaje (między 2000 a 1500 rokiem p.n.e.) wymarło 60 gatunków znanych wyłącznie ze skamieniałości. W przeciągu XIX i XX wieku wyginęło 20–25 hawajskich gatunków ptaków. Współcześnie najbogatsza w gatunki jest wyspa Hawaiʻi, ale z zapisu kopalnego wiadomo, że niegdyś więcej gatunków zamieszkiwało Oʻahu i Maui.
Autorzy Extinct birds of New Zealand (2006) wymienili 51 wymarłych gatunków ptaków Nowej Zelandii i podległych jej wysp, w tym 10 gatunków moa wymarłych jeszcze przed nadejściem Europejczyków na wyspy. W latach 80. XX wieku rozpoznawano 206 rdzennych gatunków gniazdujących na Nowej Zelandii, w tym 51 (25%) wymarłych; w 2009 było to odpowiednio 242 i 59 (24%) gatunków. Zmiana ta wynika ze zmian w systematyce – podnoszenia niektórych wymarłych podgatunków do rangi gatunków, np. takahe północnego (Porphyrio mantelli) i garlicy pacyficznej (H. (n.) spadicea), uznawania gatunków wcześniej nieuznawanych, np. Fulica prisca lub opisywania nowych gatunków, jak pingwina Megadyptes waitaha.
Jedynym wymarłym ptakiem wysp Galapagos jest żarek mały (Pyrocephalus (r.) dubius), przez IUCN rozpoznawany jako odrębny gatunek, jednak przez niektórych autorów jako podgatunek żarka rubinowego (P. rubinus) lub wydzielonego z niego żarka galapagoskiego (P. nanus).
Na terytorium Australii od 1750 (w okolicach początku intensywniejszej aktywności ludzi na kontynencie) do końca XX wieku wymarło 26 gatunków ptaków, z czego tylko 1 występował na kontynencie (świergotka rajska, Psephotellus pulcherrimus).

### Kontynenty

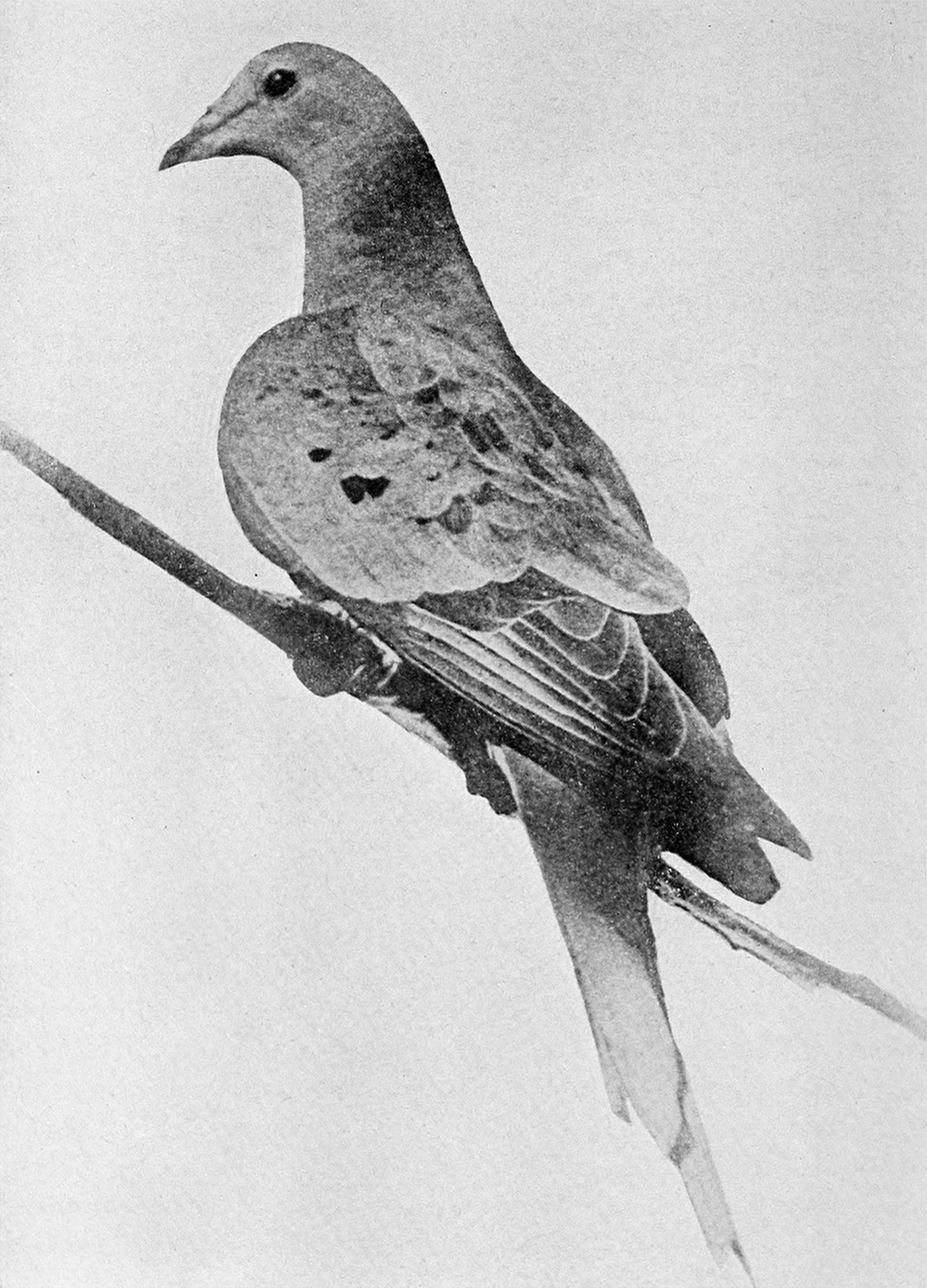
Martha, ostatni gołąb wędrowny (Ectopistes migratorius), sfotografowany w roku swojej śmierci (1914) i zarazem roku wymarcia gatunku

Loehle i Eisenbach (2011) wymieniają tylko 6 gatunków ptaków wymarłych po 1500, które zamieszkiwały kontynenty. W Europie, mimo wycięcia niemal wszystkich pierwotnych lasów, nie odnotowano żadnego wymarcia ptasiego gatunku z tego powodu.
W Ameryce Północnej wyginęły jak dotąd gołębie wędrowne (Ectopistes migratorius), papugi karolińskie (Conuropsis carolinensis), kaczki labradorskie (Camptorhynchus labradorius) i wilgowrony cienkodziobe (Quiscalus palustris). Lasówka żółta (Vermivora bachmanii) oficjalnie uznawana jest za krytycznie zagrożoną i prawdopodobnie wymarłą (CR[PE]); ostatni lęg odnotowano w 1937, ostatnia obserwacja miała miejsce w 1988. Niepewny jest również status kulika eskimoskiego (Numenius borealis). Dzięcioł wielkodzioby (Campephilus principalis) oficjalnie uznawany jest za gatunek krytycznie zagrożony (CR), doniesienia o rzekomych stwierdzeniach od 2004 pozostają niepewne; na kontynencie po raz ostatni stwierdzono ten gatunek w 1944. Możliwe, że przetrwał w południowo-wschodniej Kubie, gdzie jednak nie odnotowano żadnych osobników od 1987, mimo intensywnych poszukiwań.
Możliwe, że kolejna fala wymarć dotknie Amerykę Południową, w której współcześnie odnaleźć można największe bogactwo gatunków ptaków – na liście South American Classification Committee figuruje ich 3368, co stanowi blisko jedną trzecią wszystkich znanych współcześnie. Wiele z nich występuje wyłącznie na terenie jednego państwa, pasma górskiego czy typu lasu. Niewielki zasięg w połączeniu z wycinką lasów doprowadzić może do ich wyginięcia. Póki co w Ameryce Południowej wymarły jedynie dwa gatunki perkozów – perkoz kolumbijski (Podiceps andinus) i perkozek gwatemalski (Podilymbus gigas), który zamieszkiwał wyłącznie jedno jezioro (Atitlán). 23 maja 2016 ogłoszono ponowne odkrycie gołąbeczka rdzawego; ostatnia pewna obserwacja miała miejsce w 1941 i gatunek uznano za wymarły (oficjalnie przez IUCN uznawany za gatunek krytycznie zagrożony, gdyż istniały niepotwierdzone stwierdzenia po 1941).

## Przyczyny wymierania
Z badań wynika, że ptaki owocożerne i owadożerne są bardziej podatne na wymieranie.

### Kontynenty
W przypadku wymarłych ptaków Ameryki Północnej w większości przyczynę ich wymarcia stanowił nadmierny odłów. Wyginięcie lasówki żółtej spowodowało najpewniej niszczenie środowiska jej życia. O kaczce labradorskiej wiadomo zbyt mało, aby dokładnie określić przyczynę wymarcia; wiadomo jednak, że ptaki te były obiektem polowań, wybierano także z gniazd ich jaja. Wilgowrony cienkodziobe, ostatni raz widziane w 1910, zamieszkiwały jedynie jeden bagienny obszar w Meksyku; najprawdopodobniej to jego osuszanie przyczyniło się do wyginięcia owych wilgowronów. W przypadku świergotki rajskiej zasiedlającej niegdyś część kontynentalnej Australii za przyczynę wymarcia uważa się uszczuplenie bazy pokarmowej przez nadmierny wypas i wypalanie traw.

### Wyspy

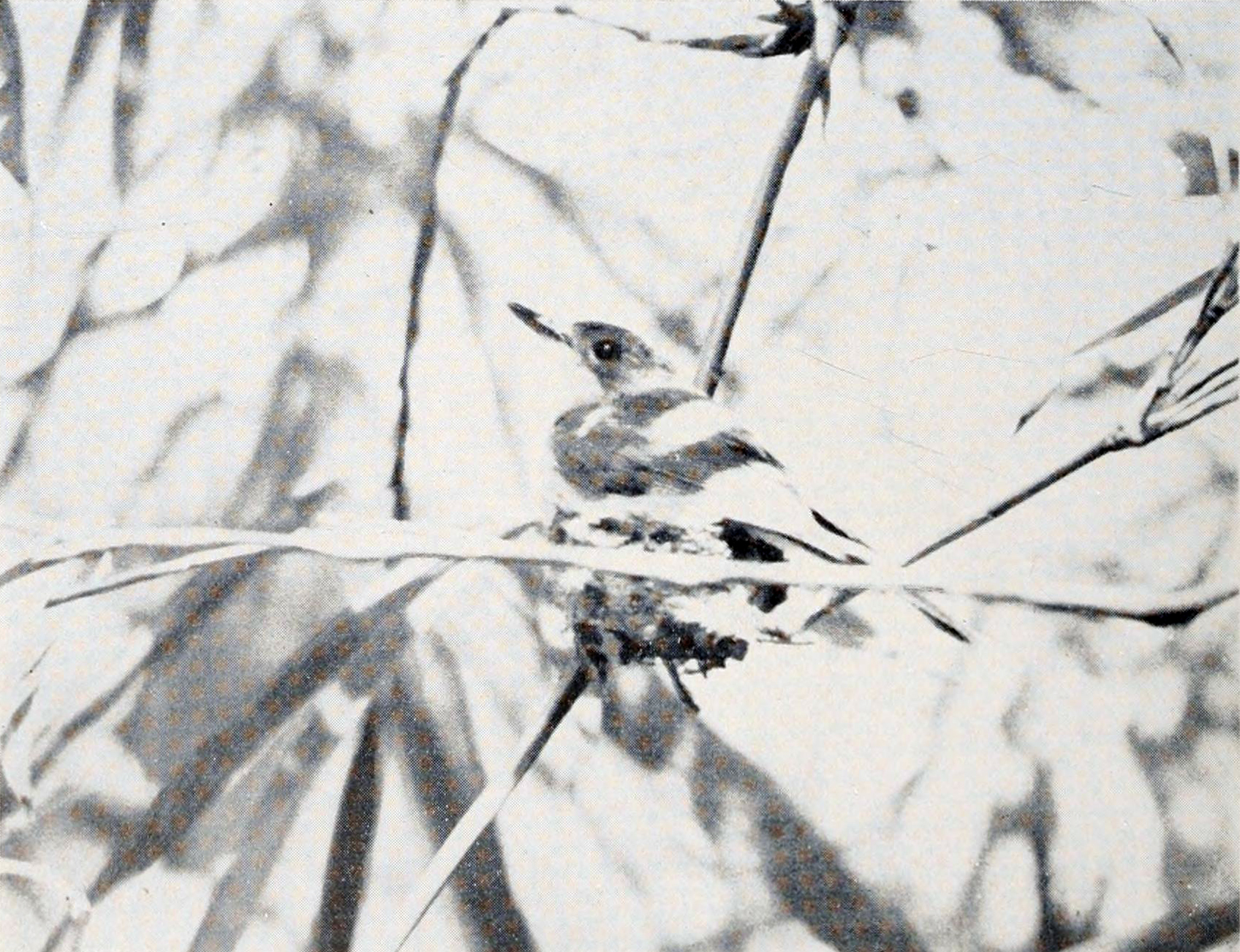
Wykonane w 1942 zdjęcie muszarki rdzawopierśnej (Myiagra freycineti), po raz ostatni widzianej w 1983 i wymarłej wskutek introdukcji na wyspę Guam węża Boiga irregularis

Ponieważ ptaki żyjące na wyspach ewoluowały w odosobnieniu od drapieżników, który mogłyby je zabić czy splądrować gniazda, wykształciły inne cechy budowy i zachowania, niż ptaki z kontynentu – takie jak zanik skrzydeł, gniazdowanie na ziemi czy brak lęku przed człowiekiem i innymi drapieżnikami. Ponadto na tropikalnych wyspach panowały stabilne warunki, przez co żyjące na nich ptaki nie musiały zbyt szybko się rozmnażać. U ptaków zamieszkujących wyspy często wymarcie było wynikiem introdukcji na wyspy gatunków inwazyjnych, takich jak węże, mangusty złociste (Herpestes auropunctatus), koty, szczury, myszy, lisy, psy, świnie, czy kozy i inne kopytne, które polują na ptaki lub niszczą środowisko ich życia. Przykładem było wprowadzenie węża Boiga irregularis na wyspę Guam. Jego rozprzestrzenianie się na wyspie powodowało nie tylko zmniejszanie się populacji ptaków, ale i innych zwierząt, jak owocożernych nietoperzy – rudawek mariańskich (Pteropus mariannus); zwierzęta na wyspie nie kojarzyły bowiem nowego drapieżnika z zagrożeniem.
Szkody w środowisku życia ptaków mogą czynić wprowadzone na wyspy kopytne. Przykładowo, na Hawaje wprowadzono świnie domowe (Sus scrofa), które – jako zwierzęta wszystkożerne, jedzące różnorodny pokarm od roślin przez grzyby po padlinę – znacznie niszczyły leśny podszyt. Świnie mogły przyczynić się do wymarcia hawajek czarnolicych (Melamprosops phaeosoma), które pokarmu szukały właśnie w podszycie. Jelenie aksis (Axis axis), sprowadzone na Hawaje w 1868 jako prezent dla ówczesnego króla, żywią się roślinami podszytu, w tym dopiero co rosnącymi drzewami. Podobnie owce domowe (Ovis aries) i muflony śródziemnomorskie (Ovis (a.) musimon) przyczyniają się do niszczenia podszytu. Podobnie czynią kozy, które dodatkowo powodują erozję gleby dzięki swoim zdolnościom do wspinania się po stromych powierzchniach. Bydło domowe (Bos taurus), wprowadzone na Hawaje jako podarunek dla króla Kamehameha I i tworzące duże stada nieraz przekształcało całe połacie lasów w pastwiska; obecnie na tych wyspach nie stanowią już dużego niebezpieczeństwa (w większości zanikły). Zagrożenie, jakie niosą wprowadzone kopytne wiąże się nie tylko z wymienionymi czynnościami, ale i z zadeptywaniem nor ptaków rurkonosych czy nietypowymi zachowaniami związanymi z niedoborami żywieniowymi – mogą zjadać pisklęta i podloty ptaków morskich. Na wyspie Foula (Szetlandy) obserwowano owce odgryzające kończyny czy głowy młodych rybitw popielatych (Sterna paradisaea) i wydrzyków ostrosternych (Stercorarius parasiticus), zaś na Rùm (Hebrydy Wewnętrzne) widywano jelenie szlachetne (Cervus elaphus) odgryzające głowy piskląt burzyków północnych (Puffinus puffinus) lub próbujące przeżuwać ich kończyny.
Do innych przyczyn zanikania ptaków wyspowych należy wycinka i wypalanie lasów oraz wprowadzanie na wyspy obcych gatunków roślin. Przyczynę wymarcia mogą stanowić także zawleczone na wyspy choroby. Na Hawaje w 1826 zawleczono komara Culex quinquefasciatus, którego osobniki przenosiły protista Plasmodium relictum, wywołującego ptasią malarię. Część hawajek występuje już tylko w obszarach leśnych na wyższych wysokościach, gdzie jest za zimno, by mogły tam żyć komary. Zagrożeniem jest dla nich globalne ocieplenie; przewiduje się, że wraz z jego postępem roznoszące ptasią malarię komary będą występować na coraz większych wysokościach, co doprowadzi do zniknięcia kolejnych gatunków.
W przypadku niektórych ptaków zamieszkujących wyspy a wymarłych w holocenie, za przyczynę wymarcia można uznać postplejstoceńskie zmiany klimatu i podniesienie się poziomu mórz.

## Statystyki
Według Holocene Extinctions (2009) w całym holocenie wymarły 523 gatunki ptaków; autorzy książki udostępnili ich kompletną listę (dla porównania, wymarłych gatunków ssaków jest mniej, bo 255). W 2025 IUCN wymieniała 164 gatunków ptaków wymarłych po 1500; dla porównania, w 2011 wyróżniała ich 132. IUCN nie uwzględnia jednak w swoich wykazach niektórych gatunków (w tym tych wymarłych przed 1500) oraz podgatunków w ogóle. W 2017 wiadomo było o 63 wymarłych podgatunkach żyjących gatunków ptaków. Gatunki wymarłe w holocenie przed 1500 znane są ze szczątków subfosylnych.
W 2025 roku 18 gatunków uznano za krytycznie zagrożone i przypuszczalnie wymarłe (CR[PE]), jeden za krytycznie zagrożony i prawdopodobnie wymarły na wolności (CR[PEW]) – Kiśca annamskiego (Lophura edwardsi).  Wrony ogorzałe (Corvus hawaiiensis) mimo próby ponownego wprowadzenia pozostają wymarłe na wolności. Początkowo zaplanowano ich reintrodukcję na 17 listopada 2016. Ostatecznie 5 młodych wron ogorzałych wypuszczono na wolność 14 grudnia 2016. Reintrodukcja nie powiodła się; 3 osobniki zostały znalezione martwe, pozostałe 2 zabrano z powrotem do ptaszarni. Hawajki czarnolice (Melamprosops phaeosoma) uznano za prawdopodobnie wymarłe po tym, jak w listopadzie 2004 umarł ostatni osobnik żyjący w niewoli.
W 2025 roku 38 gatunków ptaków miało status niedostatecznie rozpoznanych (DD, Data Deficient). Spośród nich dwa znane były na podstawie jednego lub dwóch okazów o niepewnym pochodzeniu: lordzik czarny (Heliangelus zusii) oraz kolcosterek miedziany (Discosura letitiae). Możliwe, że wspomniane gatunki już wymarły, jednak ze względu na brak danych nie można tego stwierdzić z całą pewnością.

## Lista wymarłych ptaków holocenu (po 1500 roku)
W 2025 IUCN (wersja 2025-1) uznawała 164 gatunków wymarłych ptaków (Źródła: IUCN) :
| Nazwa systematyczna                | Nazwa zwyczajowa           | Rodzina          | Występowanie                                            | Ostatnie stwierdzenie  |
| ---------------------------------- | -------------------------- | ---------------- | ------------------------------------------------------- | ---------------------- |
| †Dromaius minor syn. Dromaius ater | emu czarne                 | kazuarowate      | wyspa King (Australia)                                  | 1803–1836              |
| †Dromaius baudinianus              | emu małe                   | kazuarowate      | Wyspa Kangura (Australia)                               | 1819 (1827?)           |
| †Podilymbus gigas                  | perkozek gwatemalski       | perkozy          | Gwatemala                                               | 1986                   |
| †Tachybaptus rufolavatus           | perkozek długodzioby       | perkozy          | Madagaskar (tylko na jeziorze Alaotra i jego okolicach) | 1985                   |
| †Podiceps andinus                  | perkoz kolumbijski         | perkozy          | Kolumbia                                                | 1977                   |
| †Bulweria bifax                    | tajfunnik mały             | burzykowate      | Święta Helena (teryt. zamorskie Wlk. Brytanii)          | po 1502                |
| †Pterodroma rupinarum              | petrel atlantycki          | burzykowate      | Święta Helena (teryt. zamorskie Wlk. Brytanii)          | po 1502                |
| †Phalacrocorax perspicillatus      | kormoran okularowy         | kormorany        | Wyspa Beringa (Rosja)                                   | 1852                   |
| †Ixobrychus novaezelandiae         | bączek nowozelandzki       | czaplowate       | Nowa Zelandia                                           | 1870                   |
| †Nycticorax duboisi                | ślepowron duży             | czaplowate       | Reunion (Maskareny)                                     | 1671–1672              |
| †Nycticorax mauritianus            | ślepowron maurytyjski      | czaplowate       | Mauritius (Maskareny)                                   | 1693                   |
| †Nycticorax megacephalus           | ślepowron wielkogłowy      | czaplowate       | Rodrigues (Maskareny)                                   | 1726                   |
| †Nyctanassa carcinocatactes        | ślepowron wielkodzioby     | czaplowate       | Bermudy                                                 | 1623                   |
| †Threskiornis solitarius           | ibis reunioński            | ibisowate        | Rodrigues (Maskareny)                                   | 1708                   |
| †Alopochen kervazoi                | kazarka reuniońska         | kaczkowate       | Reunion (Maskareny)                                     | 1672                   |
| †Alopochen mauritiana              | gęsiówka maurytyjska       | kaczkowate       | Mauritius (Maskareny)                                   | 1693                   |
| †Anas marecula                     | rożeniec krótkodzioby      | kaczkowate       | wyspa Amsterdam (teryt. zamorskie Francji)              | 1793                   |
| †Anas theodori                     | cyraneczka maskareńska     | kaczkowate       | Mauritius (Maskareny)                                   | 1696 (1710?)           |
| †Camptorhynchus labradorius        | kaczka labradorska         | kaczkowate       | USA i Kanada                                            | 1875 (1878?)           |
| †Mergus australis                  | tracz nowozelandzki        | kaczkowate       | Wyspy Auckland (Nowa Zelandia)                          | 1902                   |
| †Chenonetta finschi                | grzywienka nowozelandzka   | kaczkowate       | Nowa Zelandia                                           | 1442–1953              |
| †Colaptes oceanicus                | dzięcioł bermudzki         | dzięciołowate    | Bermudy                                                 | XVII wiek              |
| †Falco duboisi                     | pustułka reuniońska        | sokołowate       | Reunion                                                 | 1671–1672              |
| †Caracara lutosa                   | karakara meksykańska       | sokołowate       | wyspa Guadalupe (Meksyk)                                | 1900                   |
| †Coturnix novaezelandiae           | przepiórka nowozelandzka   | kurowate         | Nowa Zelandia                                           | 1875                   |
| †Mundia elpenor                    | chruścielowiec atlantycki  | chruściele       | Wyspa Wniebowstąpienia                                  | 1656                   |
| †Laterallus podarces               | derkaczyk wielki           | chruściele       | Święta Helena                                           | po 1502                |
| †Dryolimnas augusti                | chruścielowiec reunioński  | chruściele       | Reunion                                                 | 1671–1672              |
| †Aphanapteryx bonasia              | chruścielowiec rdzawy      | chruściele       | Mauritius (Maskareny)                                   | 1693                   |
| †Aphanapteryx leguati              | chruścielowiec rodrigueski | chruściele       | Rodrigues (Maskareny)                                   | 1726                   |
| †Diaphorapteryx hawkinsi           | wodnik krzywodzioby        | chruściele       | Wyspy Chatham (Nowa Zelandia)                           | po 1350 (XIX wiek?)    |
| †Fulica newtoni                    | łyska maskareńska          | chruściele       | Reunion i przypuszczalnie Mauritius (Maskareny)         | 1693                   |
| †Gallinula nesiotis                | kokoszka atlantycka        | chruściele       | Tristan da Cunha (teryt. zamorskie Wlk. Brytanii)       | 1873                   |
| †Cabalus modestus                  | wodnik brązowy             | chruściele       | Wyspy Chatham (Nowa Zelandia)                           | 1895–1900              |
| †Hypotaenidia dieffenbachii        | wodnik chathamski          | chruściele       | Wyspy Chatham (Nowa Zelandia)                           | 1840                   |
| †Hypotaenidia pacifica             | wodnik pacyficzny          | chruściele       | Tahiti                                                  | 1777 (1844?)           |
| †Hypotaenidia wakensis             | wodnik mikronezyjski       | chruściele       | Wake (teryt. zamorskie USA)                             | 1945                   |
| †Hypotaenidia poeciloptera         | wodnik brązowogrzbiety     | chruściele       | Fidżi                                                   | 1890 (1973?)           |
| †Porphyrio albus                   | modrzyk mały               | chruściele       | Lord Howe (Australia)                                   | 1790                   |
| †Porphyrio caerulescens            | modrzyk reunioński         | chruściele       | Reunion (Maskareny)                                     | 1734                   |
| †Fulica newtonii                   | łyska maskareńska          | chruściele       | Reunion, Mauritius(?)                                   | po 1693                |
| †Porphyrio mantelli                | takahe północny            | chruściele       | Wyspa Północna (Nowa Zelandia)                          | 1894                   |
| †Porphyrio kukwiedei               | modrzyk wielki             | chruściele       | Nowa Kaledonia (teryt. zamorskie Francji)               | 1890?                  |
| †Porphyrio paepae                  | modrzyk markizyjski        | chruściele       | Markizy                                                 | 1902 (1937?)           |
| †Tribonyx hodgenorum               | kureczka nowozelandzka     | chruściele       | Nowa Zelandia                                           | 1769                   |
| †Zapornia astrictocarpus           | kureczka atlantycka        | chruściele       | Święta Helena (teryt. zamorskie Wlk. Brytanii)          | po 1502?               |
| †Zapornia monasa                   | kureczka mikronezyjska     | chruściele       | Wyspy Karolińskie (Mikronezja)                          | 1827–1828              |
| †Zapornia nigra                    | kureczka polinezyjska      | chruściele       | Tahiti                                                  | 1784                   |
| †Zapornia palmeri                  | karliczka hawajska         | chruściele       | Hawaje (USA)                                            | 1944 (1945?)           |
| †Zapornia sandwichensis            | kureczka hawajska          | chruściele       | Hawaje                                                  | 1884 (1893?)           |
| †Haematopus meadewaldoi            | ostrygojad kanaryjski      | ostrygojady      | Wyspy Kanaryjskie (Hiszpania)                           | 1913 (1940?)           |
| †Prosobonia leucoptera             | brodźczyk białoskrzydły    | bekasowate       | Tahiti                                                  | 1773                   |
| †Prosobonia cancellata             | brodźczyk polinezyjski     | bekasowate       | Kiritimati                                              | 1850                   |
| †Prosobonia ellisi                 | brodźczyk rudobrewy        | bekasowate       | Wyspy Towarzystwa (Polinezja Francuska)                 | 1777                   |
| †Coenocorypha (h.) barrierensis    | bekas plamisty             | bekasowate       | Nowa Zelandia                                           | 1870                   |
| †Coenocorypha (h.) iredalei        | bekas rdzawy               | bekasowate       | Nowa Zelandia                                           | 1964                   |
| †Pinguinus impennis                | alka olbrzymia             | alki             | północny Atlantyk                                       | 1852                   |
| †Pezophaps solitaria               | dront samotny              | gołębiowate      | Rodrigues (Maskareny)                                   | 1754                   |
| †Raphus cucullatus                 | dront dodo                 | gołębiowate      | Mauritius (Maskareny)                                   | 1662–1693              |
| †Alectroenas nitidissimus          | koralczyk maurytyjski      | gołębiowate      | Mauritius (Maskareny)                                   | 1826                   |
| †Alectroenas payandeei             | koralczyk rodrigueski      | gołębiowate      | Rodrigues                                               | 1601–1691?             |
| †Streptopelia duboisi              | synogarlica reuniońska     | gołębiowate      | Reunion (Maskareny)                                     | 1705                   |
| †Streptopelia cicur                | synogarlica maurytyjska    | gołębiowate      | Mauritius                                               | 1730                   |
| †Streptopelia rodericana           | synogarlica maskareńska    | gołębiowate      | Rodrigues                                               | 1726                   |
| †Columba jouyi                     | gołąb srebrnokryzy         | gołębiowate      | Okinawa, Wyspy Kerama i Wyspy Daitō (Riukiu, Japonia)   | 1936                   |
| †Columba thiriouxi                 | gołąb maurytyjski          | gołębiowate      | Mauritius                                               | 1730                   |
| †Columba versicolor                | gołąb boniński             | gołębiowate      | Ogasawara (Japonia)                                     | 1889                   |
| †Ectopistes migratorius            | gołąb wędrowny             | gołębiowate      | USA i Kanada                                            | 1914                   |
| †Pampusana ferrugineus             | atolowczyk rdzawopierśny   | gołębiowate      | Vanuatu                                                 | 1774                   |
| †Pampusana salamonis               | atolowczyk grubodzioby     | gołębiowate      | Wyspy Salomona                                          | 1927                   |
| †Microgoura meeki                  | korończyk                  | gołębiowate      | Wyspy Salomona                                          | 1904                   |
| †Caloenas maculata                 | nikobarczyk plamisty       | gołębiowate      | Polinezja Francuska                                     | lata 20. XIX wieku     |
| †Ptilinopus mercierii              | owocożer czerwonowąsy      | gołębiowate      | Markizy (Polinezja Francuska)                           | 1922                   |
| †Amazona martinicana               |                            | papugowate       | Martynika (teryt. zamorskie Francji)                    | 1742                   |
| †Amazona violacea                  | amazonka fioletowa         | papugowate       | Gwadelupa (teryt. zamorskie Francji)                    | 1742                   |
| †Ara tricolor                      | ara trójbarwna             | papugowate       | Kuba                                                    | 1864 (1876?)           |
| †Psittacara labati                 | szmaragdolotka białodzioba | papugowate       | Gwadelupa (teryt. zamorskie Francji)                    | 1750                   |
| †Conuropsis carolinensis           | papuga karolińska          | papugowate       | USA                                                     | 1918                   |
| † Eclectus infectus                | barwnica pacyficzna        | papugi wschodnie | Tonga                                                   | prawdopodobnie po 1793 |
| †Cyanoramphus ulietanus            | modrolotka brązowogłowa    | papugi wschodnie | Raiatea (Polinezja Francuska)                           | 1773–1774              |
| †Cyanoramphus zealandicus          | modrolotka czarnoczelna    | papugi wschodnie | Wyspy Towarzystwa (Polinezja Francuska)                 | 1844                   |
| †Lophopsittacus mauritianus        | papuga maurytyjska         | papugi wschodnie | Mauritius (Maskareny)                                   | 1673–1675              |
| †Mascarinus mascarin               | papuga maskareńska         | papugi wschodnie | Reunion (Maskareny)                                     | 1784                   |
| †Necropsittacus rodricanus         | papuga rodrigueska         | papugi wschodnie | Rodrigues (Maskareny)                                   | 1761                   |
| †Nestor productus                  | nestor skalny              | kakapowate       | wyspa Norfolk (Australia)                               | 1851                   |
| †Psephotellus pulcherrimus         | świergotka rajska          | papugi wschodnie | Australia                                               | 1927/1928              |
| †Psittacula bensoni                | aleksandretta szara        | papugi wschodnie | Mauritius (Maskareny)                                   | 1759                   |
| †Psittacula exsul                  | aleksandretta maskareńska  | papugi wschodnie | Rodrigues (Maskareny)                                   | 1875                   |
| †Psittacula wardi                  | aleksandretta seszelska    | papugi wschodnie | Seszele                                                 | 1881–1906              |
| †Coua delalandei                   | kuja białogardła           | kukułkowate      | Madagaskar                                              | 1834                   |
| †Nannococcyx psix                  | kukułka karłowata          | kukułkowate      | Święta Helena (teryt. zamorskie Wlk. Brytanii)          | 1500–1800              |
| †Bermuteo avivorus                 | myszołów bermudzki         | jastrzębiowate   | Bermudy                                                 | 1603?                  |
| †Ninox albifacies                  | sowica białolica           | puszczykowate    | Nowa Zelandia                                           | 1914 (1930?)           |
| †Mascarenotus grucheti             | uszatnik mały              | puszczykowate    | Reunion (Maskareny)                                     | XVIII wiek             |
| †Mascarenotus murivorus            | uszatnik średni            | puszczykowate    | Rodrigues (Maskareny)                                   | 1726                   |
| †Mascarenotus sauzieri             | uszatnik duży              | puszczykowate    | Mauritius (Maskareny)                                   | 1800–1850              |
| †Aegolius gradyi                   | włochatka bermudzka        | puszczykowate    | Bermuda                                                 | XVII wiek              |
| †Chlorostilbon bracei              | pląśnik bahamski           | kolibrowate      | Bahamy                                                  | 1877                   |
| †Chlorostilbon elegans             | pląśnik karaibski          | kolibrowate      | Bahamy                                                  | 1860                   |
| †Upupa antaios                     | dudek wielki               | dudki            | Święta Helena (teryt. zamorskie Wlk. Brytanii)          | po 1502?               |
| †Pyrocephalus (r.) dubius          | żarek mały                 | tyrankowate      | Galapagos                                               | lata 80. XX wieku      |
| †Xenicus longipes                  | łazik zaroślowy            | bargliki         | Nowa Zelandia                                           | 1972                   |
| †Xenicus lyalli                    | łazik południowy           | bargliki         | Nowa Zelandia                                           | 1894                   |
| †Philydor novaesi                  | liściowiec leśny           | garncarzowate    | Brazylia                                                | 2011                   |
| †Myadestes myadestinus             | klarnetnik krótkodzioby    | drozdowate       | Hawaje                                                  | 1989                   |
| †Myadestes (l.) woahensis          | klarnetnik brązowy         | drozdowate       | Hawaje                                                  | 1825                   |
| †Turdus ravidus                    | drozd reliktowy            | drozdowate       | Kajmany (teryt. zamorskie Wlk. Brytanii)                | 1938                   |
| †Zoothera terrestris               | drozdoń boniński           | drozdowate       | Ogasawara (Japonia)                                     | 1828                   |
| †Poodytes (p.) rufescens           | kępaczek białogardły       | świerszczaki     | Wyspy Chatham (Nowa Zelandia)                           | 1892                   |
| †Nesillas aldabrana                | chaszczak aldabrański      | trzciniaki       | Seszele                                                 | 1983                   |
| †Acrocephalus astrolabii           | trzciniak polinezyjski     | trzciniaki       | Mikronezja                                              | 1826–1829              |
| †Acrocephalus luscinius            | trzciniak słowiczy         | trzciniaki       | Guam                                                    | 1969                   |
| †Acrocephalus musae                | trzciniak kremowy          | trzciniaki       | Wyspy Towarzystwa                                       | 1870–1887              |
| †Acrocephalus nijoi                | trzciniak brunatny         | trzciniaki       | Mariany Północne                                        | 1995                   |
| †Acrocephalus yamashinae           | trzciniak mariański        | trzciniaki       | Mariany Północne                                        | lata 70. XX wieku      |
| †Gerygone insularis                | krzakówka wyspowa          | buszówkowate     | Lord Howe (Australia)                                   | 1918                   |
| †Myiagra freycineti                | muszarka rdzawopierśna     | monarki          | Guam                                                    | 1984                   |
| †Pomarea fluxa                     | pacyficzka okopcona        | monarki          | Markizy (Polinezja Francuska)                           | 1977                   |
| †Pomarea nukuhivae                 | pacyficzka samotna         | monarki          | Markizy (Polinezja Francuska)                           | lata 30. XX wieku      |
| †Pomarea pomarea                   | pacyficzka aksamitna       | monarki          | Wyspy Towarzystwa (Polinezja Francuska)                 | 1823                   |
| †Turnagra capensis                 | rdzawka południowa         | fletówki         | Nowa Zelandia                                           | 1963                   |
| †Turnagra tanagra                  | rdzawka północna           | fletówki         | Nowa Zelandia                                           | 1955                   |
| †Zosterops (c.) conspicillatus     | szlarnik pacyficzny        | szlarniki        | Guam                                                    | 1983                   |
| †Zosterops semiflavus              | szlarnik złotobrewy        | szlarniki        | Mary Anne Island                                        | 1870–1900              |
| †Zosterops strenuus                | szlarnik wyspowy           | szlarniki        | Lord Howe (Australia)                                   | 1918                   |
| †Zosterops albogularis             | szlarnik białopierśny      | szlarniki        | Norfolk (Australia)                                     | 2000 (2005?)           |
| †Anthornis melanocephala           | szmaragdowiec żółtooki     | miodojady        | Wyspy Chatham (Nowa Zelandia)                           | 1906                   |
| †Chaetoptila angustipluma          | czarnouch                  | reliktowce       | Hawaje                                                  | 1859                   |
| †Moho apicalis                     | reliktowiec leśny          | reliktowce       | Oʻahu                                                   | 1837                   |
| †Moho bishopi                      | reliktowiec duży           | reliktowce       | Molokaʻi                                                | 1904                   |
| †Moho braccatus                    | reliktowiec mały           | reliktowce       | Kauaʻi                                                  | 1985 (1987?)           |
| †Moho nobilis                      | reliktowiec górski         | reliktowce       | Hawaiʻi                                                 | 1902 (1934?)           |
| †Foudia delloni                    | wikłacz reunioński         | wikłaczowate     | Reunion                                                 | 1672                   |
| †Akialoa ellisiana                 | hawajka sierpodzioba       | łuszczakowate    | Hawaje                                                  | 1837 (1940?)           |
| †Akialoa lanaiensis                | hawajka długodzioba        | łuszczakowate    | Hawaje                                                  | 1892                   |
| †Akialoa obscura                   | hawajka cienkodzioba       | łuszczakowate    | Hawaje                                                  | 1903 (1940?)           |
| †Akialoa stejnegeri                | hawajka samotna            | łuszczakowate    | Hawaje                                                  | 1969                   |
| †Ciridops anna                     | hawajka palmowa            | łuszczakowate    | Hawaje                                                  | 1892                   |
| †Melamprosops phaeosoma            | hawajka czarnolica         | łuszczakowate    | Hawaje                                                  | 2004                   |
| †Drepanis funerea                  | hawajka czarna             | łuszczakowate    | Hawaje                                                  | 1907                   |
| †Drepanis pacifica                 | hawajka żółtorzytna        | łuszczakowate    | Hawaje                                                  | 1898                   |
| †Dysmorodrepanis munroi            | hawajka hakodzioba         | łuszczakowate    | Hawaje                                                  | 1913 (1918?)           |
| †Paroreomyza flammea               | hawajka płomienna          | łuszczakowate    | Hawaje                                                  | 1963                   |
| †Chloridops kona                   | hawajka kraterowa          | łuszczakowate    | Hawaje                                                  | 1892                   |
| †Rhodacanthis flaviceps            | hawajka żółtawa            | łuszczakowate    | Hawaje                                                  | 1891                   |
| †Rhodacanthis palmeri              | hawajka złotogłowa         | łuszczakowate    | Hawaje                                                  | 1896                   |
| †Himatione fraithii                | hawajka szkarłatna         | łuszczakowate    | Laysan                                                  | 1923                   |
| †Hemignathus lucidus               | hawajka półżuchwowa        | łuszczakowate    | Oʻahu                                                   | 1893                   |
| †Hemignathus hanapepe              | hawajka czarnokantarowa    | łuszczakowate    | Kaua'i                                                  | 1906 (2007?)           |
| †Hemignathus affinis               | hawajka leśna              | łuszczakowate    | Maui                                                    | 1994                   |
| †Viridonia sagittirostris          | hawajka ostrodzioba        | łuszczakowate    | Hawaje                                                  | 1901                   |
| †Loxops wolstenholmei              | hawajka rdzawa             | łuszczakowate    | Oʻahu                                                   | 1893                   |
| †Loxops ochraceus                  | hawajka ochorowa           | łuszczakowate    | Maui                                                    | 1988                   |
| †Psittirostra psittacea            | Hawajka żółtogłowa         | łuszczakowate    | Hawaje                                                  | 1989 (1999?)           |
| †Pipilo naufragus                  | pipil bermudzki            | pasówki          | Bermudy                                                 | 1610                   |
| †Quiscalus palustris               | wilgowron cienkodzioby     | kacykowate       | Meksyk                                                  | 1910                   |
| †Chaunoproctus ferreorostris       | łuskówka                   | łuszczakowate    | Ogasawara (Japonia)                                     | 1828 (1890?)           |
| †Aplonis corvina                   | skworczyk kruczy           | szpakowate       | Wyspy Karolińskie (Mikronezja)                          | 1828                   |
| †Aplonis fusca                     | skworczyk ogorzały         | szpakowate       | wyspa Norfolk (Australia)                               | 1923                   |
| †Aplonis mavornata                 | skworczyk skromny          | szpakowate       | Wyspy Cooka (Nowa Zelandia)                             | 1825                   |
| †Aplonis ulietensis                | skworczyk wulkaniczny      | szpakowate       | Raiatea                                                 | 1774                   |
| †Fregilupus varius                 | szpak reunioński           | szpakowate       | Reunion (Maskareny)                                     | 1838                   |
| †Necropsar rodericanus             | szpak maskareński          | szpakowate       | Rodrigues (Maskareny)                                   | 1726                   |
| †Heteralocha acutirostris          | kurobród różnodzioby       | koralniki        | Nowa Zelandia                                           | 1907                   |

### Gatunki wymarłe po 1500 roku, nierozpoznawane przez IUCN

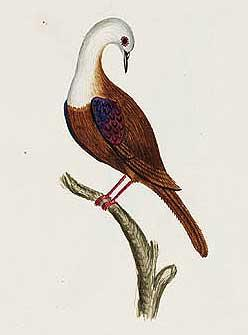
Ilustracja z 1790, jedyne znane przedstawienie Alopecoenas norfolkensis

Część wymarłych po 1500 roku gatunków nie jest rozpoznana przez IUCN:
- Alopecoenas norfolkensis (gołębiowate) – znany wyłącznie z jednego rysunku wykonanego przez Johna Huntera (1790). Według komentarza do ilustracji gatunek ten zamieszkiwał wyspę Norfolk; to, że zamieszkują ją gołębie (nie wspomniał jakie) odnotował już w marcu 1788[30]
- Anas fuscescens (kaczkowate) – status tego gatunku jest niepewny, znany jest wyłącznie z trzech opisów (ostatni pochodził z 1824), zamieszkiwał Nową Fundlandię, poza tym nie wiadomo o nim nic; późniejsi autorzy nie byli w stanie zidentyfikować gatunku. Zważywszy na fakt wymarcia kaczki labradorskiej, możliwe że A. funescens rzeczywiście istniała, jednak wymarła jeszcze wcześniej[3]
- Hypsipetes cowlesi (bilbile), znany tylko ze szczątków subfosylnych pozyskanych na wyspie Rodrigues w 1974[31]; wymarł być może przed 1691[25]
- Necropsittacus borbonicus – gatunek hipotetyczny, patrz: papuga rodrigueska
- Nesoenas cicur (gołębiowate) – znany wyłącznie z subfosylnego skoku pozyskanego w 2008 na Mauritiusie[32]; wymarł po 1730[25]
- Nycticorax olsoni (czaplowate) – znany z fragmentów kości znalezionych w jaskiniach i pokładach guana na Wyspie Wniebowstąpienia[33]; wymarł po 1555[25]
- Puffinus spelaeus (burzykowate) – znany wyłącznie ze szczątków subfosylnych z dwóch dystryktów Wyspy Południowej[34]; według autorów The Sixth Extinction wymarł między 1556 a 1858[25]
- Tyto cavatica (płomykówkowate) – opisana ze szczątków subfosylnych wydobytych z jednej z jaskiń Portoryko; z 1912 pochodzi doniesienie o sowach zamieszkujących jaskinie tej wyspy, być może dotyczy tego gatunku[3]
- Tyto pollens (płomykówkowate) – znana ze szczątków subfosylnych, sowy te zamieszkiwały wyspy Great Exuma i prawdopodobnie Andros (Bahamy); możliwe, że przeżyły do XVI wieku[3]
- chruścielowiec maurytyjski (Dryolimnas chekei) – gatunek opisany w 2019 ze szczątków subfosylnych z Mauritiusa[35], jeszcze niesklasyfikowany przez IUCN

### Podgatunki
Strona The Sixth Extinction wymienia 63 podgatunki ptaków wymarłe od 1500 roku. Większość z nich nie posiada odrębnych polskich nazw, jeśli takowe są, podane zostały za Kompletną listą ptaków świata UJ. W przeciwieństwie do listy wymarłych gatunków w poniższej liście zastosowano kolejność alfabetyczną, nie systematyczną.
| Nazwa systematyczna                                                    | Nazwa zwyczajowa gatunku/podgatunku                                     | Rodzina          | Ostatnie stwierdzenie     |
| ---------------------------------------------------------------------- | ----------------------------------------------------------------------- | ---------------- | ------------------------- |
| †Acrocephalus familiaris familiaris                                    | trzciniak cienkodzioby                                                  | trzciniaki       | 1913–1923                 |
| †Aimophila ruficeps sanctorum                                          | gajówek rdzawołbisty                                                    | pasówki          | lata 70. XX wieku         |
| †Amaurolimnas concolor concolor                                        | chruścielak jednobarwny                                                 | chruściele       | 1881                      |
| †Poliolimnas cinereus brevipes syn. Amaurornis cinerea brevipes        | bagiewnik białobrewy                                                    | chruściele       | 1911 (1925?)              |
| †Amazona vittata gracilipes                                            | amazonka niebieskoskrzydła                                              | papugowate       | 1899                      |
| †Ammospiza maritima nigrescens syn. Ammodramus maritimus nigrescens    | bagiennik żółtoczelny nazwa podgatunku: bagiennik ciemny                | pasówki          | 1987                      |
| †Amytornis modestus inexpectatus                                       | zielak tęgodzioby                                                       | chwostkowate     | 1886                      |
| †Amytornis modestus modestus                                           | zielak tęgodzioby                                                       | chwostkowate     | 1936                      |
| †Amytornis textilis carteri                                            | zielak grubodzioby                                                      | chwostkowate     | 1916                      |
| †Amytornis textilis giganturus                                         | zielak grubodzioby                                                      | chwostkowate     | 1909                      |
| †Amytornis textilis macrourus                                          | zielak grubodzioby                                                      | chwostkowate     | 1910                      |
| †Anas georgica niceforoi                                               | rożeniec żółtodzioby                                                    | kaczkowate       | 1952                      |
| †Anas gracilis remissa                                                 | cyraneczka australijska                                                 | kaczkowate       | 1969                      |
| †Anhinga rufa chantrei                                                 | wężówka afrykańska                                                      | wężówki          | 1991                      |
| †Apalopteron familiare familiare                                       | boninka                                                                 | szlarniki        | 1941                      |
| †Apteryx owenii iredalei                                               | kiwi mały                                                               | kiwi             | 1875                      |
| †Athene cunicularia amaura                                             | pójdźka ziemna                                                          | puszczykowate    | 1900                      |
| †Athene cunicularia guadeloupensis                                     | pójdźka ziemna                                                          | puszczykowate    | 1900                      |
| †Buteo japonicus oshiroi                                               | myszołów amurski                                                        | jastrzębiowate   | 1973                      |
| †Centropus toulou assumptionis                                         | kukal malgaski                                                          | kukułkowate      | 1906 (lata 20. XX wieku?) |
| †Colaptes auratus rufipileus                                           | dzięcioł różowoszyi                                                     | dzięciołowate    | 1906                      |
| †Columba palumbus maderensis                                           | grzywacz                                                                | gołębiowate      | 1904                      |
| †Columba vitiensis godmanae                                            | gołąb białogardły                                                       | gołębiowate      | 1863                      |
| †Cyanoramphus novaezelandiae erythrotis                                | modrolotka czerwonoczelna                                               | papugi wschodnie | 1890                      |
| †Cyanoramphus novaezelandiae subflavescens                             | modrolotka czerwonoczelna nazwa podgatunku: modrolotka pustelnicza      | papugi wschodnie | 1889                      |
| †Dasyornis broadbenti litoralis                                        | kolcopiórek rudy                                                        | kolcopiórki      | 1908                      |
| †Dromaius novaehollandiae diemenensis                                  | emu                                                                     | kazuarowate      | 1852 (1873?)              |
| †Dryocopus javensis cebuensis                                          | dzięcioł białobrzuchy                                                   | dzięciołowate    | 2001                      |
| †Dryolimnas cuvieri abbotti                                            | chruścielowiec białogardły                                              | chruściele       | 1908–1937                 |
| †Eclectus roratus westermani                                           | barwnica                                                                | papugi wschodnie | 1899                      |
| †Gymnocrex plumbeiventris intactus                                     | derkaczak szarobrzuchy                                                  | chruściele       | 1872                      |
| †Haemorhous mexicanus mcgregori                                        | dziwuszka ogrodowa nazwa podgatunku: dziwuszka reliktowa                | łuszczakowate    | 1938                      |
| †Hemiphaga novaeseelandiae spadicea                                    | garlica maoryska nazwa podgatunku: garlica pacyficzna                   | gołębiowate      | lata 50. XX wieku         |
| †Hypotaenidia philippensis macquariensis                               | wodnik białobrewy nazwa podgatunku: wodnik południowy                   | chruściele       | 1879                      |
| †Icterus leucopteryx bairdi                                            | kacyk jasnoskrzydły                                                     | kacykowate       | 1938 (1967?)              |
| †Lalage leucopyga leucopyga                                            | gąsienicojad białolicy                                                  | liszkojady       | 1942                      |
| †Laterallus jamaicensis jamaicensis                                    | derkaczyk śniady                                                        | chruściele       | lata 70. XX wieku         |
| †Lewinia pectoralis clelandii                                          | wodnik kusy                                                             | chruściele       | 1932                      |
| †Melopyrrha portoricensis grandis syn. Loxigilla portoricensis grandis | gilówka rdzawoczelna nazwa podgatunku: gilówka duża                     | tanagrowate      | 1929                      |
| †Mareca strepera couesi                                                | krakwa nazwa podgatunku: krakwa pstrokata                               | kaczkowate       | 1874                      |
| †Myadestes lanaiensis lanaiensis                                       | klarnetnik blady                                                        | drozdowate       | 1931                      |
| †Streptopelia picturata aldabrana syn. Nesoenas picturatus aldabranus  | synogarlica brunatna                                                    | gołębiowate      | 1974                      |
| †Streptopelia picturata rostrata syn. Nesoenas picturatus rostratus    | synogarlica brunatna nazwa podgatunku: synogarlica seszelska            | gołębiowate      | przed 2012                |
| †Ninox novaeseelandiae albaria                                         | sowica ciemnolica nazwa podgatunku: sowica wyspowa                      | puszczykowate    | 1940                      |
| †Ninox novaeseelandiae undulata                                        | sowica ciemnolica nazwa podgatunku: sowica kukułcza                     | puszczykowate    | 1996                      |
| †Nycticorax caledonicus crassirostris                                  | ślepowron rdzawy                                                        | czaplowate       | 1889                      |
| †Paroreomyza montana montana                                           | hawajka górska                                                          | łuszczakowate    | 1937                      |
| †Pipilo maculatus consobrinus                                          | pipil czarnogrzbiety                                                    | pasówki          | 1897                      |
| †Sittiparus varius orii syn. Poecile varius orii                       | sikora rdzawa                                                           | sikory           | 1938                      |
| †Psittacara chloropterus maugei                                        | szmaragdolotka haitańska nazwa podgatunku: szmaragdolotka portorykańska | papugowate       | 1892                      |
| †Rhipidura fuliginosa cervina                                          | wachlarzówka posępna nazwa podgatunku: wachlarzówka płowobrewa          | wachlarzówki     | 1924–1928                 |
| †Rhipidura rufifrons uraniae                                           | wachlarzówka rdzawa nazwa podgatunku: wachlarzówka guamska              | wachlarzówki     | 1984                      |
| †Salpinctes obsoletus exsul                                            | skalik złotorzytny                                                      | strzyżyki        | 1952                      |
| †Curruca melanocephala norrisae syn. Sylvia melanocephala norrisae     | pokrzewka aksamitna                                                     | pokrzewki        | 1939                      |
| †Struthio camelus syriacus                                             | struś czerwonoskóry nazwa podgatunku: struś syryjski                    | strusie          | 1940–1945 (1966?)         |
| †Thryomanes bewickii brevicauda                                        | strzyżyk myszaty                                                        | strzyżyki        | 1897                      |
| †Thryomanes bewickii leucophrys                                        | strzyżyk myszaty                                                        | strzyżyki        | 1968                      |
| †Todiramphus gambieri gambieri                                         | łowczyk rudobrewy                                                       | zimorodkowate    | 1841                      |
| †Troglodytes aedon martinicensis                                       | strzyżyk śpiewny nazwa podgatunku: strzyżyk antylski                    | strzyżyki        | 1886                      |
| †Turdus poliocephalus poliocephalus                                    | drozd wyspowy                                                           | drozdowate       | 1975                      |
| †Turdus poliocephalus vinitinctus                                      | drozd wyspowy                                                           | drozdowate       | 1918                      |
| †Tympanuchus cupido cupido                                             | preriokur dwuczuby                                                      | kurowate         | 1932                      |
| †Tympanuchus phasianellus hueyi                                        | preriokur bażanci                                                       | kurowate         | 1952                      |